# 稲穂峠
稲穂峠（いなほとうげ）は、北海道岩内郡共和町と余市郡仁木町の境にある峠。

## 概要
道央と道南を結ぶ幹線の1つで、稲穂嶺（稲穂山）の西側に国道5号、東側に函館本線の稲穂トンネルが貫通している。国道のトンネル（延長約1.4km）は1962年（昭和37年）に開通。それまでは、標高600mの峠を越えていた。
狭小トンネルや線形不良箇所により冬場のスタック発生件数が北海道内の中で最も多い峠となっている（平成23年から24年シーズンで42回発生）。
なお、北海道道5号江差木古内線に同名の峠があるが、こちらは上磯郡木古内町と檜山郡上ノ国町の境界にある峠である。
また、2023年現在稲穂トンネルは道内の現役の道路トンネルで最も古いものとなっているが改修や新トンネル掘削の予定は今のところないが、国道5号に並行して自動車専用道路の倶知安余市道路として新稲穂トンネルが建設中である。

## 周辺
- 稲穂嶺（稲穂山、標高564m）
- まつらの滝の玄武岩（北海道地質百選）[4]